# Düsseldorfer Turn- und Sportverein Fortuna 1895 1987-1988
Questa voce raccoglie le informazioni riguardanti il Düsseldorfer Turn- und Sportverein Fortuna 1895 nelle competizioni ufficiali della stagione 1987-1988.

## Stagione
Nella stagione 1987-1988 il Fortuna Düsseldorf, allenato da Aleksandar Ristić, concluse il campionato di 2. Bundesliga al 5º posto. In Coppa di Germania il Fortuna Düsseldorf fu eliminato agli ottavi di finale dall'Eintracht Francoforte.

## Rosa
| N. |                     | Ruolo | Calciatore       |
| -- | ------------------- | ----- | ---------------- |
| 1  | Germania (bandiera) | P     | Frank Kirn       |
|    | Germania (bandiera) | P     | Jörg Schmadtke   |
|    | Germania (bandiera) | D     | Sven Backhaus    |
|    | Germania (bandiera) | D     | Bruno Kern       |
|    | Germania (bandiera) | D     | Ralf Loose       |
|    | Germania (bandiera) | D     | Gerd Strack      |
|    | Polonia (bandiera)  | D     | Rudolf Wójtowicz |
|    | Germania (bandiera) | C     | Michael Büskens  |
|    | Germania (bandiera) | C     | Andreas Kaiser   |
|    | Germania (bandiera) | C     | Dirk Krümpelmann |
|    | Germania (bandiera) | C     | Jürgen Luginger  |

| N. |                      | Ruolo | Calciatore         |
| -- | -------------------- | ----- | ------------------ |
|    | Germania (bandiera)  | C     | Michael Schütz     |
|    | Germania (bandiera)  | C     | Thomas Seeliger    |
|    | Galles (bandiera)    | C     | Dean Thomas        |
|    | Germania (bandiera)  | C     | Josef Weikl        |
|    | Germania (bandiera)  | A     | Sven Demandt       |
|    | Danimarca (bandiera) | A     | Henrik-Ravn Jensen |
|    | Germania (bandiera)  | A     | Mike Linder        |
|    | Germania (bandiera)  | A     | Michael Preetz     |
|    | Germania (bandiera)  | A     | Peter Radojewski   |
|    | Serbia (bandiera)    | A     | Zvonko Živković    |

## Organigramma societario
Area tecnica
- Allenatore: Aleksandar Ristić
- Allenatore in seconda:
- Preparatore dei portieri:
- Preparatori atletici:

## Calciomercato

### Sessione estiva
| Acquisti | Acquisti        | Acquisti         | Acquisti |
| R.       | Nome            | da               | Modalità |
| -------- | --------------- | ---------------- | -------- |
| A        | Zvonko Živković | Benfica          |          |
| C        | Michael Büskens | VfL Benrath      |          |
| D        | Ralf Loose      | RW Oberhausen    |          |
| C        | Jürgen Luginger | Bayer Leverkusen |          |
| C        | Thomas Seeliger | Altona 93        |          |
| D        | Gerd Strack     | Basilea          |          |

| Cessioni | Cessioni           | Cessioni             | Cessioni |
| R.       | Nome               | a                    | Modalità |
| -------- | ------------------ | -------------------- | -------- |
| C        | Michael Blättel    | Homburg              |          |
| D        | Manfred Bockenfeld | Waldhof Mannheim     |          |
| A        | Karl Del'Haye      | Alemannia Aquisgrana |          |
| C        | Ralf Dusend        | Norimberga           |          |
| D        | Dietmar Grabotin   | Osnabrück            |          |
| D        | Werner Jakobs      | Union Solingen       |          |
| P        | Rudolf Kargus      | Colonia              |          |
| C        | Andreas Keim       | Homburg              |          |
| C        | Gerd Zewe          | Kickers Würzburg     |          |

### Sessione invernale
| Acquisti | Acquisti | Acquisti | Acquisti |
| R.       | Nome     | da       | Modalità |
| -------- | -------- | -------- | -------- |

| Cessioni | Cessioni    | Cessioni     | Cessioni |
| R.       | Nome        | a            | Modalità |
| -------- | ----------- | ------------ | -------- |
| D        | Holger Fach | Uerdingen 05 |          |

## Risultati

### 2. Bundesliga

#### Girone di andata
| Arbitro: | Wiesel |

|                |           |              |
| Regenbogen 24’ | Marcatori | 36’ Seeliger |

| Arbitro: | Dellwing |

|  |           |                     |
|  | Marcatori | 11’ Löw 64’ Vujačić |

| Arbitro: | Diekert |

|                                                                        |           |                    |
| Balewski 28’ (aut.) Demandt 57’, 68’ Seeliger 63’, 71’ Krümpelmann 77’ | Marcatori | 9’ Kremer 77’ Kühn |

| Arbitro: | Retzmann |

|  |           |                         |
|  | Marcatori | 30’ Strack 82’ Seeliger |

| Arbitro: | Strigel |

|                                              |           |           |
| Weikl 64’ (rig.) Demandt 68’, 85’ Schütz 87’ | Marcatori | 75’ Grahl |

| Arbitro: | Schäfer |

|            |           |  |
| Kügler 26’ | Marcatori |  |

| Arbitro: | Mierswa |

|  |           |             |
|  | Marcatori | 82’ Sánchez |

| Arbitro: | Scheuerer |

|                               |           |             |
| Schlotterbeck 75’ Stadler 89’ | Marcatori | 64’ Demandt |

| Düsseldorf 5 settembre 1987, ore 15:00 CEST 9ª giornata | Fortuna Düsseldorf | 0 – 0 referto | St. Pauli | Rheinstadion (6 000 spett.)\| Arbitro: \| Gabor \| |
| Arbitro:                                                | Gabor              |               |           |                                                    |

| Arbitro: | Neuner |

|                  |           |           |
| Schlumberger 15’ | Marcatori | 4’ Schütz |

| Arbitro: | Heitmann |

|                              |           |  |
| Krümpelmann 2’ Fach 11’, 34’ | Marcatori |  |

| Arbitro: | Malbranc |

|  |           |                                        |
|  | Marcatori | 31’ Krümpelmann 43’ Thomas 47’ Demandt |

| Arbitro: | Gochermann |

|            |           |                        |
| Schütz 56’ | Marcatori | 45’ Janssen 87’ Basten |

| Arbitro: | Kriegelstein |

|                                         |           |                       |
| Metschies 37’ Glöde 38’ Linz 88’ (rig.) | Marcatori | 17’ Thomas 87’ Schütz |

| Arbitro: | Wiesel |

|                                               |           |                          |
| Thomas 57’ Schütz 67’ Strack 77’ Seeliger 79’ | Marcatori | 16’ Schneider 51’ Krstić |

| Arbitro: | Brückner |

|               |           |  |
| Schneider 77’ | Marcatori |  |

| Arbitro: | Correll |

|                                        |           |  |
| Živković 4’ Radojewski 5’ Backhaus 78’ | Marcatori |  |

| Arbitro: | Theobald |

|               |           |                                     |
| Wieczorek 65’ | Marcatori | 23’ Demandt 26’ Backhaus 30’ Schütz |

| Arbitro: | Eli |

|  |           |                        |
|  | Marcatori | 73’ Fuchs 80’ Pförtner |

#### Girone di ritorno
| Arbitro: | Albrecht |

|                     |           |              |
| Schütz 39’ Fach 82’ | Marcatori | 74’ Stichler |

| Arbitro: | Harder |

|            |           |            |
| Schulz 13’ | Marcatori | 23’ Preetz |

| Arbitro: | Heitmann |

|  |           |             |
|  | Marcatori | 81’ Demandt |

| Arbitro: | Bauer |

|                                       |           |           |
| Wójtowicz 14’ Demandt 87’, 90’ (rig.) | Marcatori | 72’ Myyry |

| Bielefeld 5 marzo 1988, ore 15:00 CET 24ª giornata | Arminia Bielefeld | 0 – 0 referto | Fortuna Düsseldorf | Bielefelder Alm (4 200 spett.)\| Arbitro: \| Boos \| |
| Arbitro:                                           | Boos              |               |                    |                                                      |

| Arbitro: | Brehm |

|                         |           |                 |
| Thomas 10’ Seeliger 88’ | Marcatori | 90’ (rig.) Kuhn |

| Arbitro: | Steinborn |

|             |           |  |
| Sánchez 31’ | Marcatori |  |

| Arbitro: | Reinstädtler |

|                                                     |           |  |
| Krümpelmann 16’ Demandt 49’ Preetz 63’ Živković 81’ | Marcatori |  |

| Arbitro: | Rubel |

|                     |           |                          |
| Duve 29’ Zander 50’ | Marcatori | 79’ Demandt 89’ Seeliger |

| Arbitro: | Schäfer |

|                           |           |                  |
| Živković 40’ Backhaus 90’ | Marcatori | 77’ Schlumberger |

| Arbitro: | Retzmann |

|                       |           |  |
| Gorka 13’ Dezelak 34’ | Marcatori |  |

| Arbitro: | Berg |

|                                 |           |  |
| Schütz 7’ Preetz 36’ Jensen 71’ | Marcatori |  |

| Arbitro: | Kasper |

|  |           |                                      |
|  | Marcatori | 14’ Backhaus 54’ Schütz 76’ Seeliger |

| Arbitro: | Fux |

|              |           |  |
| Živković 10’ | Marcatori |  |

| Arbitro: | Dellwing |

|           |           |                                 |
| Krstić 1’ | Marcatori | 73’ (rig.) Demandt 84’ Backhaus |

| Arbitro: | Diekert |

|           |           |  |
| Loose 57’ | Marcatori |  |

| Arbitro: | Wiesel |

|                                               |           |  |
| Zschau 13’ Delzepich 15’ Wagner 59’ Krohm 77’ | Marcatori |  |

| Arbitro: | Kruse |

|  |           |                    |
|  | Marcatori | 83’ (rig.) Brummer |

| Arbitro: | Werner |

|  |           |                        |
|  | Marcatori | 79’ Demandt 86’ Preetz |

### Coppa di Germania
| Arbitro: | Steinborn |

|  |           |                                  |
|  | Marcatori | 34’, 88’ Thomas 81’ (rig.) Weikl |

| Arbitro: | Assenmacher |

|                  |           |                             |
| Römer 73’ (rig.) | Marcatori | 54’ Fach 89’ (rig.) Demandt |

| Arbitro: | Zimmermann |

|  |           |                   |
|  | Marcatori | 77’ (rig.) Détári |

## Statistiche

### Statistiche di squadra
| Competizione      | Punti | In casa | In casa | In casa | In casa | In casa | In casa | In trasferta | In trasferta | In trasferta | In trasferta | In trasferta | In trasferta | Totale | Totale | Totale | Totale | Totale | Totale | DR  |
| Competizione      | Punti | G       | V       | N       | P       | Gf      | Gs      | G            | V            | N            | P            | Gf           | Gs           | G      | V      | N      | P      | Gf     | Gs     | DR  |
| ----------------- | ----- | ------- | ------- | ------- | ------- | ------- | ------- | ------------ | ------------ | ------------ | ------------ | ------------ | ------------ | ------ | ------ | ------ | ------ | ------ | ------ | --- |
| 2. Bundesliga     | 46    | 19      | 13      | 1       | 5       | 39      | 17      | 19           | 7            | 5            | 7            | 24           | 21           | 38     | 20     | 6      | 12     | 63     | 38     | +25 |
| Coppa di Germania | -     | 1       | 0       | 0       | 1       | 0       | 1       | 2            | 2            | 0            | 0            | 5            | 1            | 3      | 2      | 0      | 1      | 5      | 2      | +3  |
| Totale            | 46    | 20      | 13      | 1       | 6       | 39      | 18      | 21           | 9            | 5            | 7            | 29           | 22           | 41     | 22     | 6      | 13     | 68     | 40     | +28 |

### Andamento in campionato
| Giornata  | 1 | 2  | 3  | 4 | 5 | 6 | 7 | 8  | 9  | 10 | 11 | 12 | 13 | 14 | 15 | 16 | 17 | 18 | 19 | 20 | 21 | 22 | 23 | 24 | 25 | 26 | 27 | 28 | 29 | 30 | 31 | 32 | 33 | 34 | 35 | 36 | 37 | 38 |
| --------- | - | -- | -- | - | - | - | - | -- | -- | -- | -- | -- | -- | -- | -- | -- | -- | -- | -- | -- | -- | -- | -- | -- | -- | -- | -- | -- | -- | -- | -- | -- | -- | -- | -- | -- | -- | -- |
| Luogo     | T | C  | C  | T | C | T | C | T  | C  | T  | C  | T  | C  | T  | C  | T  | C  | T  | C  | C  | T  | T  | C  | T  | C  | T  | C  | T  | C  | T  | C  | T  | C  | T  | C  | T  | C  | T  |
| Risultato | N | P  | V  | V | V | P | P | P  | N  | N  | V  | V  | P  | P  | V  | P  | V  | V  | P  | V  | N  | V  | V  | N  | V  | P  | V  | N  | V  | P  | V  | V  | V  | V  | V  | P  | P  | V  |
| Posizione | 8 | 15 | 11 | 5 | 1 | 4 | 9 | 14 | 13 | 11 | 9  | 7  | 9  | 12 | 10 | 12 | 10 | 8  | 10 | 7  | 8  | 7  | 5  | 6  | 5  | 6  | 5  | 5  | 5  | 5  | 5  | 5  | 3  | 3  | 2  | 3  | 5  | 5  |

Legenda:

Luogo: C = Casa; T = Trasferta. Risultato: V = Vittoria; N = Pareggio; P = Sconfitta.

### Statistiche dei giocatori
| Giocatore      | 2. Bundesliga | 2. Bundesliga | 2. Bundesliga | 2. Bundesliga | Coppa di Germania | Coppa di Germania | Coppa di Germania | Coppa di Germania | Totale   | Totale | Totale      | Totale     |
| Giocatore      | Presenze      | Reti          | Ammonizioni   | Espulsioni    | Presenze          | Reti              | Ammonizioni       | Espulsioni        | Presenze | Reti   | Ammonizioni | Espulsioni |
| -------------- | ------------- | ------------- | ------------- | ------------- | ----------------- | ----------------- | ----------------- | ----------------- | -------- | ------ | ----------- | ---------- |
| S. Backhaus    | 26            | 5             | 5             | 0             | 2                 | 0                 | 0                 | 0                 | 28       | 5      | 5           | 0          |
| M. Büskens     | 0             | 0             | 0             | 0             | 0                 | 0                 | 0                 | 0                 | 0        | 0      | 0           | 0          |
| S. Demandt     | 36            | 14            | 3             | 0             | 3                 | 1                 | 0                 | 0                 | 39       | 15     | 3           | 0          |
| H. Fach        | 17            | 3             | 0             | 0             | 3                 | 1                 | 0                 | 0                 | 20       | 4      | 0           | 0          |
| H. Jensen      | 6             | 1             | 0             | 0             | 0                 | 0                 | 0                 | 0                 | 6        | 1      | 0           | 0          |
| A. Kaiser      | 35            | 0             | 9             | 0             | 3                 | 0                 | 1                 | 0                 | 38       | 0      | 10          | 0          |
| B. Kern        | 1             | 0             | 0             | 0             | 0                 | 0                 | 0                 | 0                 | 1        | 0      | 0           | 0          |
| F. Kirn        | 0             | 0             | 0             | 0             | 0                 | 0                 | 0                 | 0                 | 0        | 0      | 0           | 0          |
| D. Krümpelmann | 28            | 4             | 3             | 0             | 3                 | 0                 | 0                 | 0                 | 31       | 4      | 3           | 0          |
| M. Linder      | 1             | 0             | 0             | 0             | 0                 | 0                 | 0                 | 0                 | 1        | 0      | 0           | 0          |
| R. Loose       | 35            | 1             | 6             | 0             | 2                 | 0                 | 0                 | 0                 | 37       | 1      | 6           | 0          |
| J. Luginger    | 33            | 0             | 1             | 1             | 2                 | 0                 | 0                 | 0                 | 35       | 0      | 1           | 1          |
| M. Preetz      | 22            | 4             | 2             | 0             | 2                 | 0                 | 0                 | 0                 | 24       | 4      | 2           | 0          |
| P. Radojewski  | 3             | 1             | 0             | 0             | 0                 | 0                 | 0                 | 0                 | 3        | 1      | 0           | 0          |
| J. Schmadtke   | 38            | 0             | 2             | 0             | 3                 | 0                 | 0                 | 0                 | 41       | 0      | 2           | 0          |
| M. Schütz      | 37            | 9             | 4             | 0             | 3                 | 0                 | 0                 | 0                 | 40       | 9      | 4           | 0          |
| T. Seeliger    | 31            | 8             | 0             | 0             | 1                 | 0                 | 0                 | 0                 | 32       | 8      | 0           | 0          |
| G. Strack      | 17            | 2             | 0             | 1             | 2                 | 0                 | 0                 | 0                 | 19       | 2      | 0           | 1          |
| D. Thomas      | 33            | 4             | 6             | 0             | 2                 | 2                 | 1                 | 0                 | 35       | 6      | 7           | 0          |
| J. Weikl       | 36            | 1             | 3             | 0             | 3                 | 1                 | 0                 | 0                 | 39       | 2      | 3           | 0          |
| R. Wójtowicz   | 33            | 1             | 7             | 0             | 3                 | 0                 | 0                 | 0                 | 36       | 1      | 7           | 0          |
| Z. Živković    | 20            | 4             | 0             | 0             | 1                 | 0                 | 0                 | 0                 | 21       | 4      | 0           | 0          |